# Cleistes lepida
Cleistes lepida är en orkidéart som först beskrevs av Heinrich Gustav Reichenbach, och fick sitt nu gällande namn av Rudolf Schlechter. Cleistes lepida ingår i släktet Cleistes, och familjen orkidéer. Inga underarter finns listade i Catalogue of Life.